# Mistério das máscaras de chumbo
O mistério (ou caso) das máscaras de chumbo é o nome pelo qual ficaram conhecidas as mortes não solucionadas de Manoel Pereira da Cruz e Miguel José Viana, dois técnicos em eletrônica brasileiros. Os corpos, já decompostos, foram encontrados por um rapaz que empinava pipa no dia 20 de agosto de 1966 no Morro do Vintém, perto de Niterói, no estado do Rio de Janeiro.

## Reconstituição
Segundo as autoridades, os homens partiram da cidade de Campos dos Goytacazes, onde moravam, no dia 17 de agosto de 1966, dizendo às suas mulheres que estavam indo para São Paulo comprar materiais de trabalho. Carregavam, na ocasião, a quantia de dois milhões e trezentos mil cruzeiros (Cerca de US$ 96, à época). Embarcaram em um ônibus e chegaram em Niterói por volta das 14h30 onde compraram, em uma loja de ferramentas, uma capa impermeável e, em uma loja de conveniência, uma garrafa d'água. Segundo uma funcionária do estabelecimento, Miguel José Viana parecia estar nervoso na ocasião como se "tivesse hora marcada".
Dali, os homens teriam rumado para o local onde foram encontrados mortos quatro dias depois.

## Descoberta dos corpos
Os corpos foram descobertos por Jorge da Costa Alves, um jovem de 18 anos que empinava pipa no local. Eles trajavam ternos, capas impermeáveis e máscaras de chumbo em formato de óculos. Não havia sinais de violência neles ou na área próxima.

Perto dos cadáveres, a polícia encontrou uma garrafa de água vazia e um pacote com duas toalhas. A polícia encontrou também, no bolso de um dos homens, um bloco de anotações com símbolos e números (códigos de referência para válvulas eletrônicas), passagens de ônibus da Viação Santo Antônio datados do dia 15 daquele mês e um bilhete, da caligrafia de Miguel José Viana, dizendo:
16:30 Hs. está local determinado.
18:30 Hs. ingerir cápsula após efeito,

proteger metais aguardar sinal máscara.
Após dois meses da descoberta dos corpos, um laudo do Instituto Médico Legal retornou acusando causa indeterminada para as mortes dos dois homens, não havendo nos cadáveres qualquer sinal de violência. Devido ao estado avançado de decomposição dos cadáveres não foi possível realizar um exame toxicológico para descobrir se os homens tinham consumido substâncias tóxicas.
Segundo a revista O Cruzeiro, os homens eram amigos de uma pessoa chamada Élcio Correia Gomes, em Campos dos Goytacazes. Esse homem teria supostamente, segundo o pai de Manuel Pereira da Cruz, praticado com os técnicos alguns experimentos com bombas caseiras na sua cidade natal. Apesar disso, Élcio não estava com os técnicos em Niterói quando eles morreram: segundo a revista, ele tinha sido visto na noite da data da morte deles em Campos.
De acordo com ele, em depoimento prestado à polícia e registrado na edição do Correio da Manhã no dia 27 de outubro de 1966, os homens "retiravam-se para lugares ermos onde, depois de um ritual, ingeriam as drogas, acreditando que com isso os seres sobrenaturais habitavam suas mentes doentias". No dia 14 de setembro foi noticiado pelo jornal O Globo que o delegado Idovan Ferreira tinha concluído que os técnicos faleceram em resultado de uma "experiência parapsicológica mal-sucedida".
Após três anos sem solucionar o caso a polícia o arquivou oficialmente.

## Teorias

### Encontro com seres extraterrestres.
Segundo a revista O Cruzeiro, uma senhora chamada Gracinda Barbosa Coutinho de Souza e seus filhos disseram terem visto um "grande disco voador" quando do horário da morte dos rapazes. Segundo a revista, o objeto era "bem grande, arredondado, tons de laranja e com um círculo vermelho brilhante em toda sua volta". Mesmo à época a afirmação já tinha atraído, de acordo com O Cruzeiro:
Como estamos em plena era espacial, em que os foguetes são notícia, não faltaram aqueles que afirmam ter sido Miguel e Manuel mortos por um raio de alta potência de origem extraterrena. A profissão dos dois, técnicos de TV, estaria de alguma forma relacionada à experiência que levariam a efeito para captar sinais e mensagens de outros planetas. Os fãs de Flash Gordon vibraram com as declarações de D. Gracinda Barbosa Coutinho de Souza e seus filhos, moradores nas redondezas, que afirmaram ter visto um objeto de forma arredondada, cor laranja, envolto por uma faixa vermelho brilhante, mais ou menos às 19 horas do dia 17, sobrevoando o morro onde foram encontrados os cadáveres. O disco voador teria permanecido sobre o local alguns minutos, exatamente na hora tida como da morte dos rapazes.
Os homens teriam utilizado as máscaras para se protegerem dos fortes raios luminosos que poderiam surgir no esperado encontro. Entretanto, ainda dentro dessa teoria, morreram por overdose de drogas.
Segundo Élcio Correia Gomes, Miguel e Manoel faziam parte de um grupo "científico-espiritualista"; além disso, publicações que falavam de esoterismo e espíritos foram encontrados nas casas dos homens.